# Uadi Tumilat
Uadi Tumilat (àrab: وادي طميلات, wādī Ṭumīlāt; antic egipci: Cheku (ṯkw); altres grafies: Tjeku, Tscheku, Tju, Tschu) és un uadi (llit d'un riu sec) d'uns 50 km de llarg situat a l'est del delta del Nil. En temps prehistòrics, era un afluent del Nil. Ix de la zona de la moderna Ismaïlia i continua cap a l'oest. Encara flueix una mica d'aigua al llarg del uadi.

## Història
En l'antiguitat, era una important artèria de comunicació per al comerç de caravanes entre Egipte i les zones de l'est. Es construí al seu llit el canal dels Faraons.
Amenemhet I edificà una fortalesa a l'entrada del uadi Tumilat anomenada «Els Murs del Príncep».
| V13 · V31 | G43 | T14 | N25 |

| V13 · V31 | G43 | T14 | N25 |

## Treballs arqueològics
Al uadi Tumilat s'han identificat uns 35 jaciments arqueològics d'una certa importància. Els tres promontoris (tell) més alts del uadi són: Tell el-Maskhuta, Tell er-Retabah i Tell Shaqafiya.
L'arqueòleg Hans Goedicke, de la Universitat Johns Hopkins, investigà Tell- er-Retabah. Les excavacions a Tell el-Maskhuta, les realitzà la Universitat de Toronto, sota la direcció de Juan Holladay. Hi treballaren durant cinc temporades, entre 1978 i 1985, en l'anomenat Projecte Uadi Tumilat.